# Waterford (Vermont)
Waterford – miasto w Stanach Zjednoczonych, w stanie Vermont, w hrabstwie Caledonia.